# Kveta Stražanová
Kveta Stražanová, též Lukošíková, rod. Michalcová (* 10. května 1942 Zemianske Kostoľany) je slovenská herečka a manželka herce Jozefa Stražana.
V roce 1959 se stala členkou zpěvohry Divadla Jonáše Záborského v Prešově, kde působila do roku 1961. Tehdy se stala členkou činohry DJZ v Prešově. Kveta Stražanová je představitelkou moderního psychologicko-realistického herectví. V prešovském divadle postupně rostla na protagonistku souboru. Hereckou kreativitu osvědčila již v spevoherných rolích Zuzany (Nech spieva Zuzana, 1960), Dolores (Bozk Juanity, 1961) a Frufru (Limonádový Joe, 1961). Věkem i nevšedně půvabným jevištním zjevem byla ideální představitelkou lyrických i temperamentních dívek - Zuzi (Až čo povie Barcelona, 1961), Želmíra (Šibal Geľo, 1961), Jasanka (Medveď a víla, 1961), Ona (Príbeh jednej dievčiny, 1961), Jana (Mária Tudorová, 1962), Katka (Don Juan, 1962), Helena (Sen noci Svätojánskej, 1963). Klíčový význam pro její další herecký vývin měli dvě postavy – Júlia (Romeo a Julie, 1964) a Kateřina (Zkrocení zlé ženy, 1965). Své dramatické umění potvrdila ztvárněním množství složitých ženských hrdinek: Hana Čajková (Hájnikova žena, 1965), Mathilde de la Mole (Červený a černý, 1966), Roxana (Cyrano z Bergeracu, 1977), Anna Kareninová (Anna Kareninová, 1978) a mnohé jiné. Komediální talent prokázala na košické scéně v komedii Harold a Maude, v Prešově zase jako Rosemary Mortinorová ve hře Raye Cooneyho Lékařské tajemství. Prešovští diváci ji mohli vidět i jako Gold v muzikálu režiséra Jozefa Bednárika Fidlikant na střeše. Její prozatím poslední výraznou úlohou byla Mag Folanová ve hře současného irského dramatika Martina McDonagh na Malé scéně Státního divadla v Košicích, kterou inscenoval Michal Vajdička. Již v roce 1963 debutovala ve filmu Tvář v okně, později hrála i v desítkách inscenací, především v televizním filmu Neklidná láska (1974–75). V současné době hraje hlavní roli ve hře Friedricha Dürrenmatta-Návštěva staré dámy v režii Michala Náhlík.
V roce 1989 dostala titul zasloužilá umělkyně. Prezident Slovenské republiky jí udělil státní vyznamenání Pribinův kříž II. třídy za významné zásluhy v oblasti divadelní, filmové a rozhlasové tvorby.

## Filmografie
- 1963: Tvár v okne (Barborka Vernerová)
- 1972: Ďaleko je do neba (Katarína Klenčová)
- 1974: Deň, ktorý neumrie (lesníkova žena)
- 1974: Do zbrane, kuruci! (Havranová)
- 1974: Skrytý prameň (Tereza)
- 1975: Sebechlebskí hudci (Dóciova)
- 1975: Stretnutie (Lenka pětačtyřicetiletá)
- 1975: Poéma o svedomí (paní Klárika)
- 1976: Desať percent nádeje (Katka Kuníková)
- 1976: Krátky život (žena s košíkem)
- 1978: Krutá ľúbosť (sousedka)
- 1980: Hodiny (Repčiaková)
- 1981: Fénix (Kveta)